# Gerichtsorganisation in der Volksrepublik China

Emblem der Volksgerichte Chinas

Die Gerichtsorganisation in der Volksrepublik China ist dreigeteilt zwischen Festlandchina und den beiden Sonderverwaltungszonen Hongkong und Macau.

## Festlandchina
Für Festlandchina bestehen Volksgerichte gemäß dem Organisationsgesetz für Volksgerichte von 1979 in der Fassung von 2018. Die Gerichtsbarkeit ist vierstufig aufgebaut, wobei für den Einzelfall in der Regel zwei Instanzen zur Verfügung stehen. Die Gesamtzahl der Gerichte liegt bei circa 3.600, darunter circa 220 Sondergerichte.
Im Emblem der Volksgerichte (rechts oben) symbolisieren Zahnrad und Ähren das Volk der Arbeiter und Bauern, Säule (华表 Huábiǎo) und Waage die staatliche Justiz.

### Oberstes Volksgericht

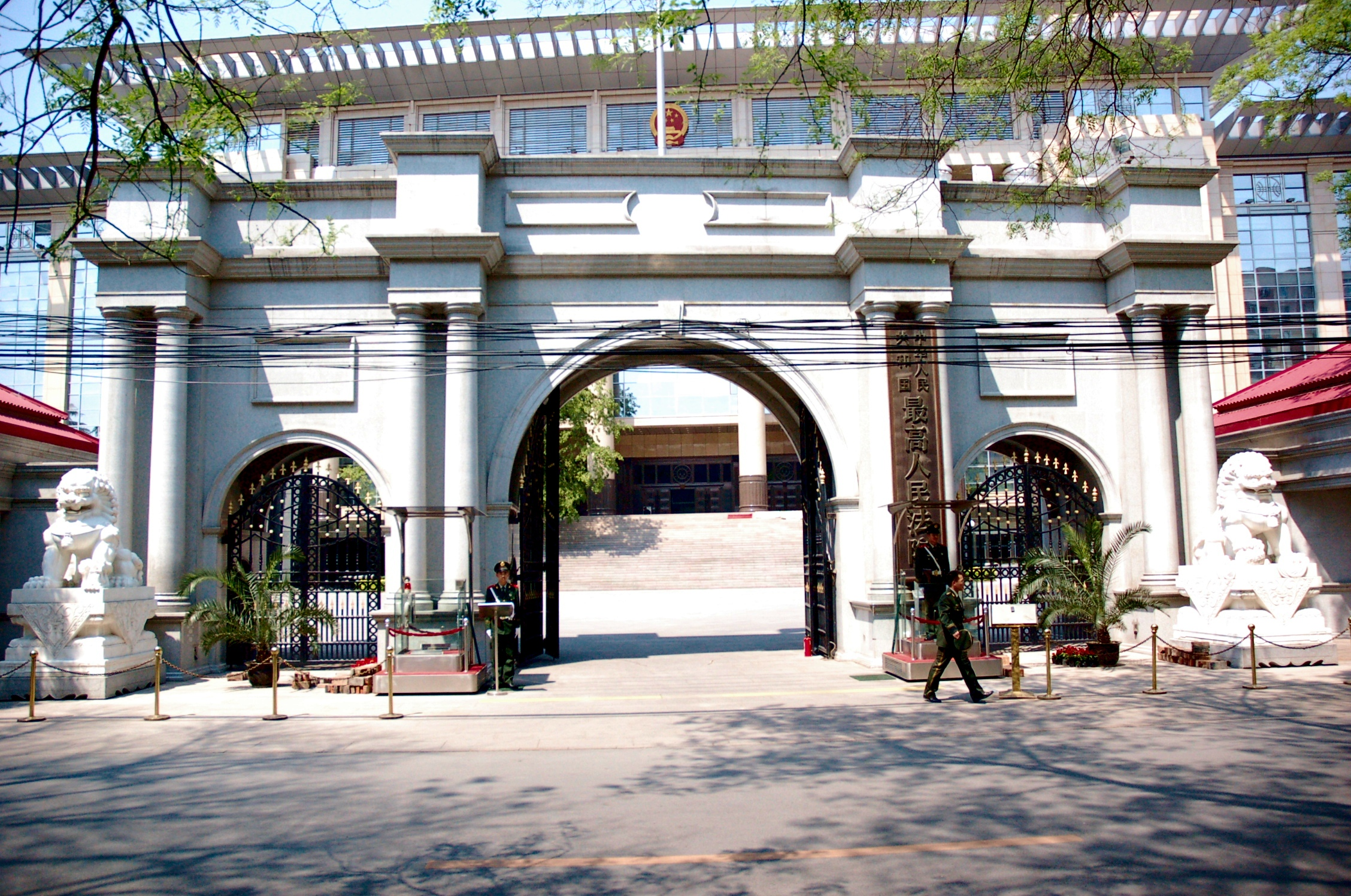
Haupteingang zum Obersten Volksgericht in Peking

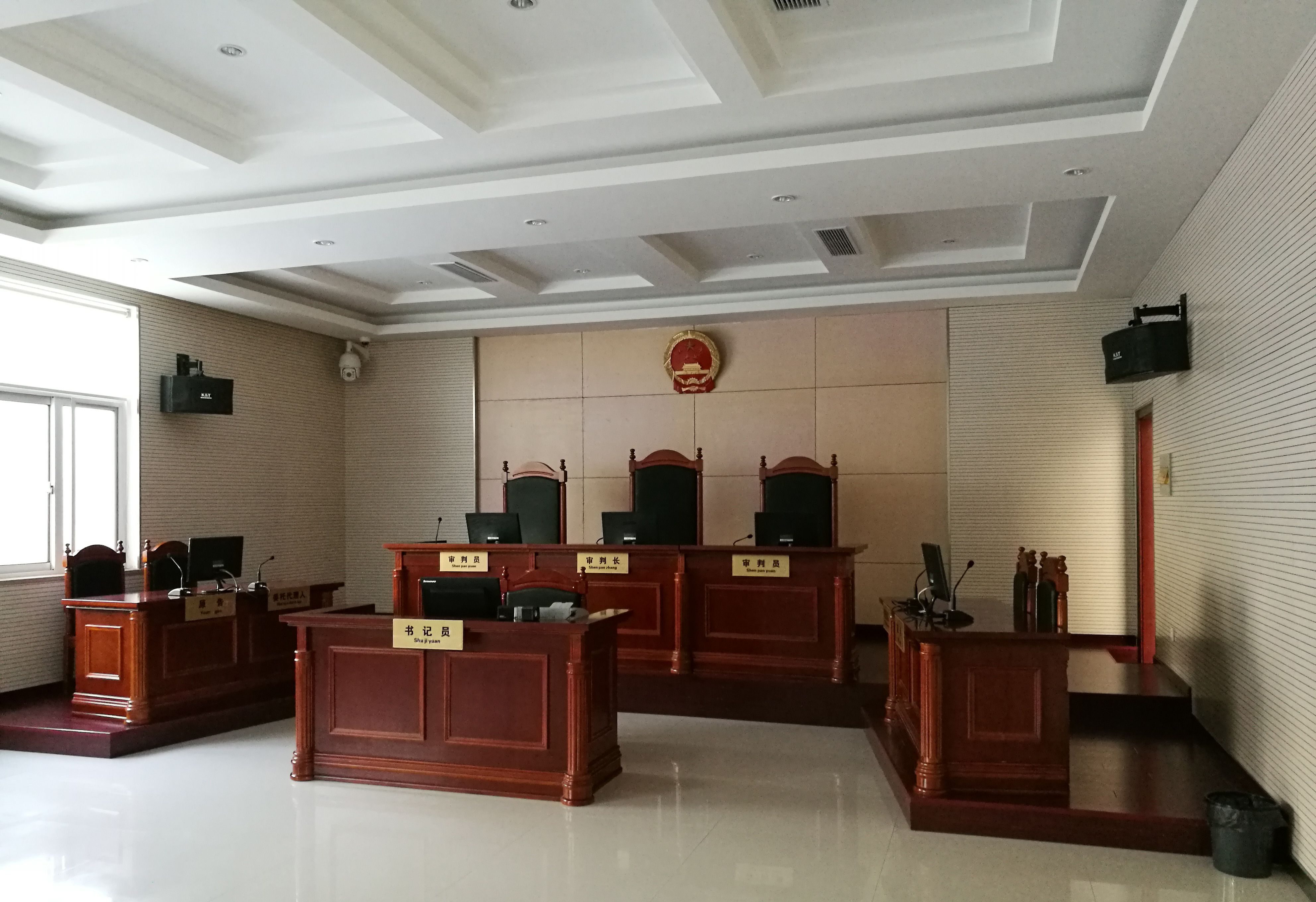
Gerichtssaal in der Provinz Jiangsu

An der Spitze steht das Oberste Volksgericht (最高人民法院 Zuìgāo Rénmín Fǎyuàn). Es hat seinen Hauptsitz in Peking und sechs Außenstellen (巡回法庭 Xúnhuí fǎtíng) in Shenzhen, Shenyang, Nanjing, Zhengzhou, Chongqing und Xi’an.
An Spruchabteilungen (庭 tíng) bestehen fünf für Straf-, vier für Zivil-, eine für Umwelt- und eine für Verwaltungssachen. Der dritten Zivilabteilung ist ein Gericht für geistiges Eigentum (知识产权法庭 Zhīshì chǎnquán fǎtíng), der vierten Zivilabteilung der China International Commercial Court (CICC; 国际商事法庭 Guójì shāngshì fǎtíng) mit Standorten in Shenzhen und Xi’an untergeordnet.

### Lokale Volksgerichte
Die lokalen Volksgerichte (地方人民法院 Dìfāng Rénmín Fǎyuàn) umfassen
- Obere (高级 Gāojí) Volksgerichte auf Provinzebene
- Mittlere (中级 Zhōngjí) Volksgerichte auf Bezirksebene und
- Untere (基层 Jīcéng) Volksgerichte auf Kreisebene (also Kreisgerichte, Stadtgerichte, Stadtbezirksgerichte usw.)[7]

Eine gewisse Sonderstellung nehmen die Unteren Volksgerichte in den Entwicklungszonen und ähnlichen Gebieten ein. Dasselbe gilt in Xinjiang für die Unteren und Mittleren Volksgerichte des Produktions- und Aufbau-Korps; das Obere Volksgericht von Xinjiang verfügt über eigene Abteilungen für dieses Korps wie auch für den kasachischen Bezirk Ili.
Unterhalb der Volksgerichte gibt es noch Volksschlichtungsausschüsse (人民调解委员会 Rénmín Tiáojiě Wěiyuánhuì), vergleichbar den deutschen Schiedsämtern.

### Sondervolksgerichte

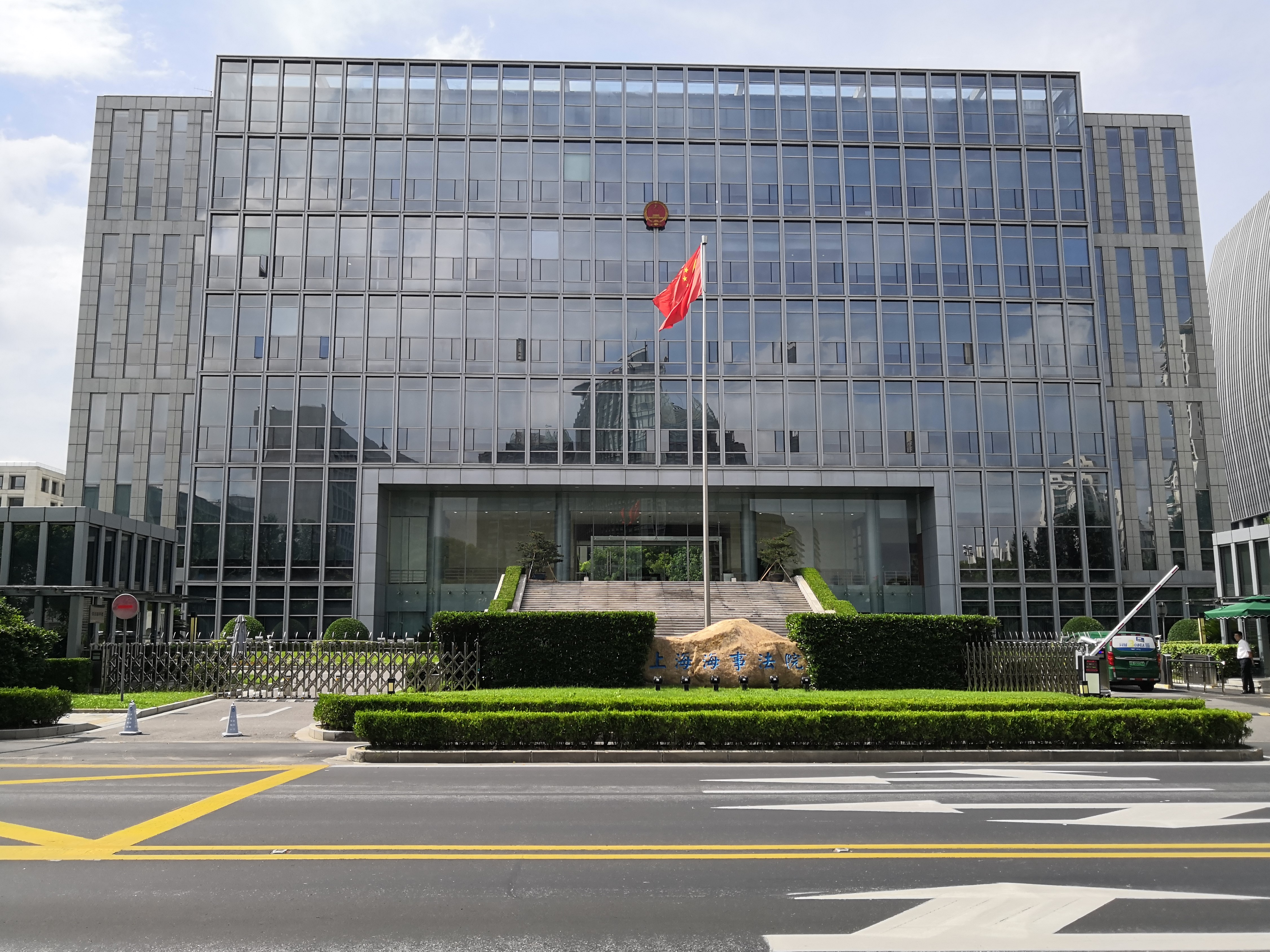
Seegericht Shanghai

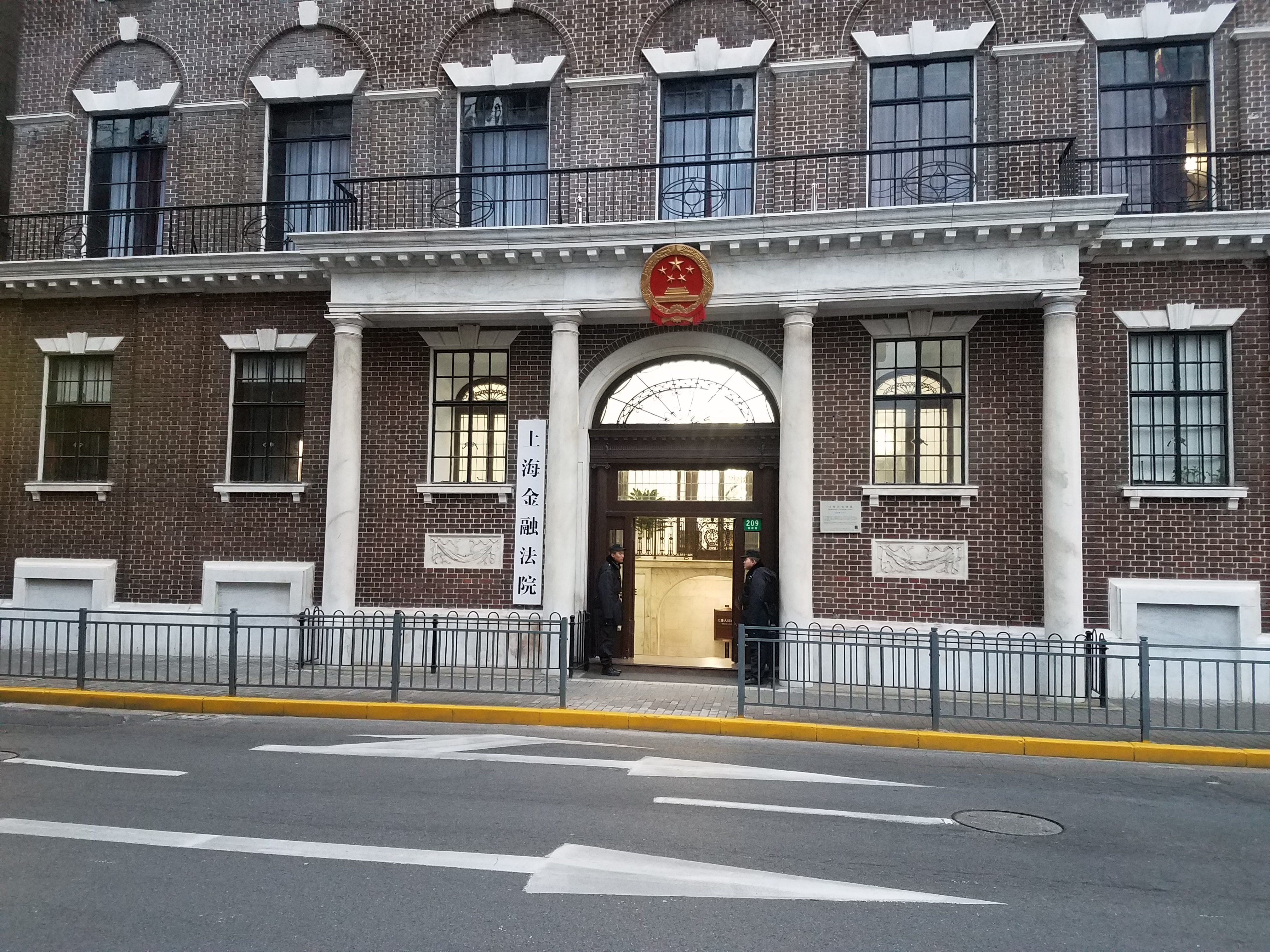
Finanzgericht Shanghai

Die Sondervolksgerichte (专门人民法院 Zhuānmén Rénmín Fǎyuàn) umfassen
- Militärgerichte (军事法院 Jūnshì Fǎyuàn), bestehend aus dem Militärgericht der Volksbefreiungsarmee (解放军 Jiěfàngjūn), sieben Mittleren und 26 Unteren Militärgerichten[11]
- auf Ebene der Mittleren Volksgerichte
  - Seegerichte (海事法院 Hǎishì Fǎyuàn)[12] in Dalian, Tianjin, Qingdao, Shanghai, Wuhan (am Jangtsekiang), Ningbo (1992), Xiamen (1990), Guangzhou, Beihai (1999), Haikou (1990)
  - Gerichte für geistiges Eigentum (知识产权法院 Zhīshì Chǎnquán Fǎyuàn; IP Courts)[13] in Peking, Shanghai, Guangzhou
  - Finanzgericht (金融法院 Jīnróng Fǎyuàn) in Shanghai[14]
- auf Ebene der Unteren Volksgerichte
  - Internet-Gerichte (互聯網法院 Hùliánwǎng Fǎyuàn)[15] in Peking, Hangzhou, Guangzhou
- zweistufig
  - Eisenbahngerichte (铁路运输法院 Tiělù Yùnshū Fǎyuàn; 17 mittlere und 58 untere Gerichte)[16]
  - Forstgerichte (林区法院 Línqū Fǎyuàn; vier mittlere und 45 untere Gerichte) in den Provinzen Heilongjiang, Jilin und Gansu
  - Agrargerichte (农垦法院 Nóngkěn Fǎyuàn; ein mittleres und acht untere Gerichte) in der Provinz Heilongjiang.

### Aktenzeichen
Die Aktenzeichen der Volksgerichte setzen sich zusammen aus Eingangsjahr, Gerichtscode, Fallart und einer fortlaufenden Nummer. Bei den Gerichtscodes haben das Oberste Gericht (abgekürzt 最高法) und die Obergerichte (bezeichnet durch ein Kürzel für die Provinzebene bzw. 兵 für XPCC und 军 für VBA) keine, die Mittelgerichte zwei und die Untergerichte vier Ziffern; bezüglich der Sondergerichte stehen die Ziffern 72 für See-, 73 für IP-, 74 für Finanz-, 71 und 86 für Eisenbahn-, 75 für Forst- und 81 für Agrargerichte.
Beispiel: (2017)京04民终367号
- Eingangsjahr 2017
- Jīng 04 = Peking, 4. Mittleres Volksgericht
- Mín Zhōng = Zivilsache zweiter Instanz
- 367 Hào = Nr. 367

## Hongkong

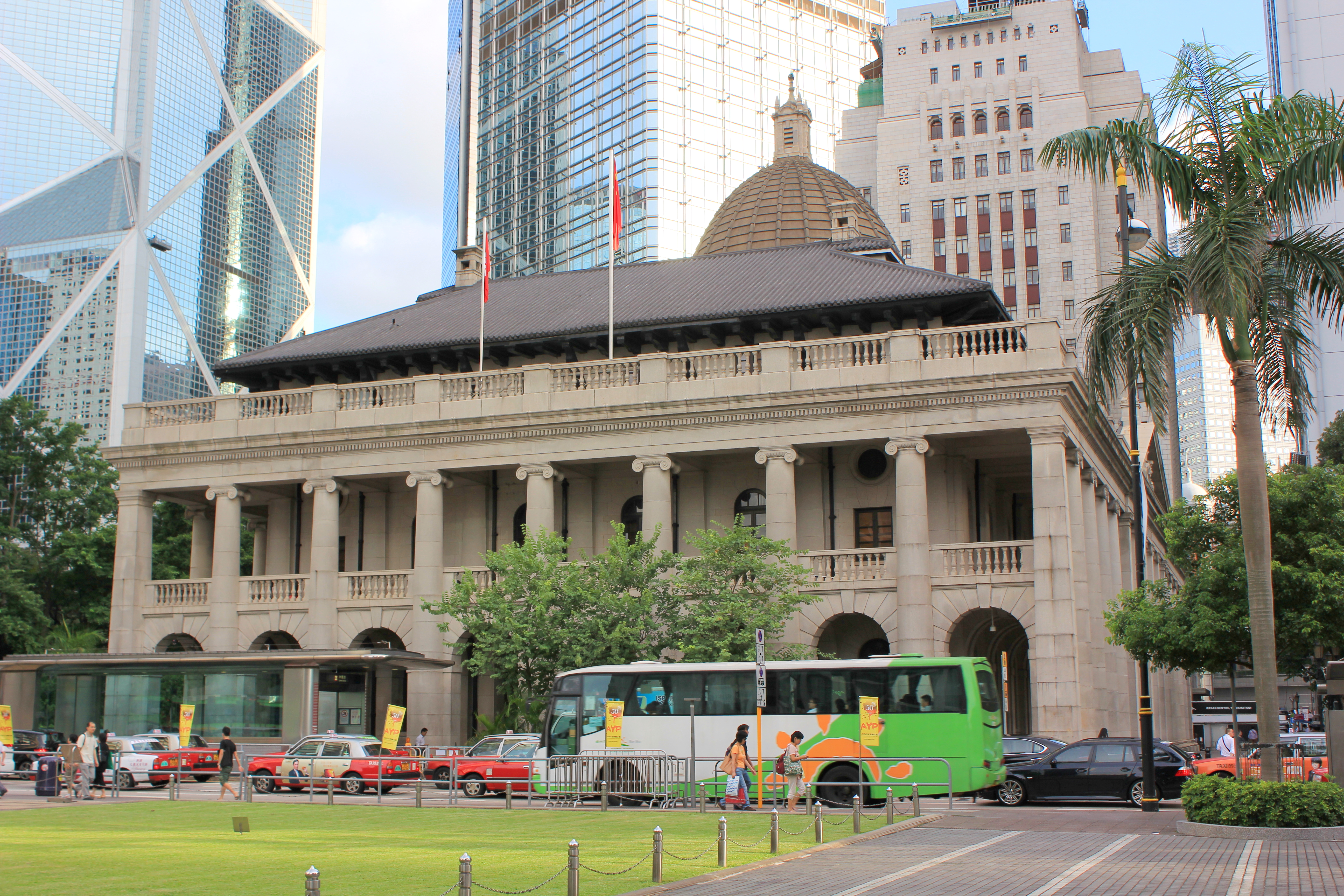
Hong Kong Court of Final Appeal

Das Grundgesetz von Hongkong sieht folgende Gerichte vor:
- Hong Kong Court of Final Appeal[19] (香港終審法院 Xiānggǎng Zhōngshěn Fǎyuàn)
- High Court[20] (高等法院 Gāoděng Fǎyuàn)
- District Court[21] (區域法院 Qūyù Fǎyuàn)
- Magistrates’ Courts[22] (裁判法院 Cáipàn Fǎyuàn)
- Special Courts
  - Competition Tribunal[23] (竞争事务审裁处 Jìngzhēng Shìwù Shěn Cáichǔ)
  - Labour Tribunal[24] (劳资审裁处 Láozī Shěn Cáichǔ)
  - Lands Tribunal[25] (土地審裁處 Tǔdì Shěn Cáichǔ)
  - Obscene Articles Tribunal[26] (淫亵物品审裁处 Yín Xiè Wùpǐn Shěn Cáichǔ)
  - Small Claims Tribunal[27] (小额钱债审裁处 Xiǎo É Qián Zhài Shěn Cáichǔ)

## Macau

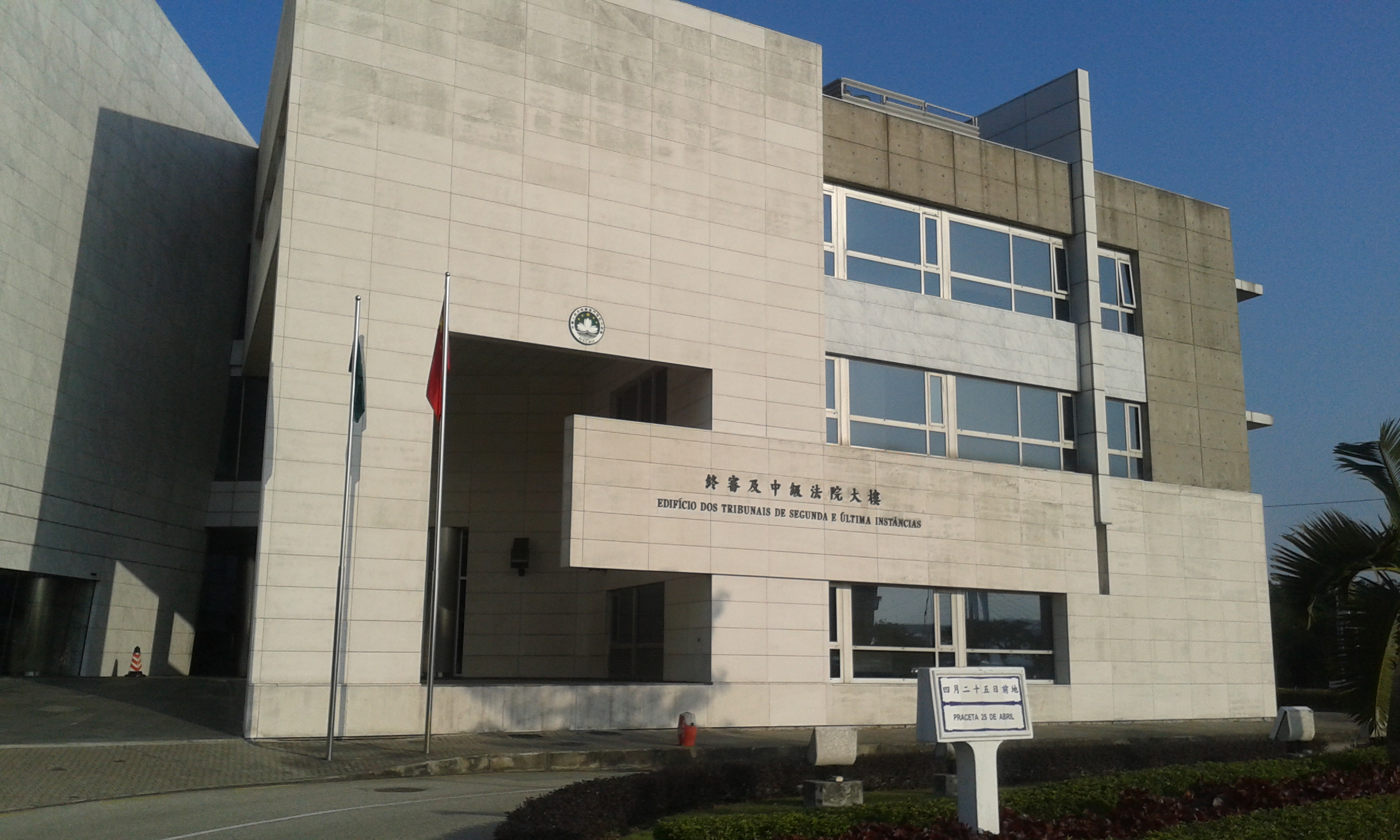
Gebäude der Gerichte zweiter und letzter Instanz, Macau

Gemäß dem Grundgesetz von Macau bestehen folgende Gerichte:
- Tribunal de Última Instância de Macau (TUI; 澳門終審法院 Àomén Zhōngshěn Fǎyuàn)
- Tribunal de Segunda Instância (TSI; 中級法院 Zhōngjí Fǎyuàn)
- Tribunais de Primeira Instância (第一審法院 Dì Yī Shěn Fǎyuàn)
  - Tribunal Judicial de Base (TJB; 初級法院 Chūjí Fǎyuàn)
  - Tribunal Administrativo (TA; 行政法院 Xíngzhèng Fǎyuàn)[29]
- Magistrados (司法官 Sīfǎ Guān)[30]